# 星薬科大学の人物一覧
星薬科大学の人物一覧（ほしやっかだいがくのじんぶついちらん）は、星薬科大学に関係する人物の一覧記事。

## 創設者
- 星一 - 星製薬創業者・初代社長
  - 星一の長男のSF作家・星新一（本名・親一）も同大学の非常勤理事を務めた。

## 著名な教職員
- 永井恒司
- 杉山清

## 著名な出身者

### 政界
- 本田顕子 - 参議院議員

### 財界
- 松本清 - マツモトキヨシ創業者、元千葉県議会議長、松戸市長
- 李康友 - 三亜薬品工業（現・日本ベーリンガーインゲルハイム）創業者、東亜興行創業者

### 芸術
- 安東郁 - 脚本家・作詞家
- 西中千人 - ガラス造形作家

### 臨床
- 有藤文香 - 民間セラピスト

### その他
- 大道寺あや子 - 三菱重工爆破事件実行犯。後に、ダッカ日航機ハイジャック事件による超法規的措置で釈放され、日本赤軍に合流。